# 老挝国徽
現行的老撾國徽始用於1991年。中央的圖案為塔銮、森林、稻田、水電廠和公路，下為齒輪。周圍飾以稻穗。中間的綬帶上書有國名，左右分別書有「和平、獨立、民主、团结、繁榮」的字樣。1975至1991年的國徽上有錘子與鐮刀的圖案。

## 歷代国徽
|                           |                                     |                                   |
| 老挝王国（1949年–1975年） | 老挝人民民主共和国（1975年–1991年） | 老挝人民民主共和国（1991年–至今） |

## 其他徽章
|              |                |                          |
| 老挝农林部徽 | 老挝人民军军徽 | 老挝人民革命青年联盟盟徽 |